# William McGonagall
William Topaz McGonagall (březen 1825?, Irsko – 29. září 1902, Edinburgh) byl skotský tkadlec, básník a herec irského původu. Proslavil se jako nejhorší básník všech dob, jelikož neměl cit pro básnickou metaforu a neřídil se pravidla metra, jediným znakem jeho básní je fakt, že se rýmují. Své básně, navzdory kritice svých současníků, přednášel veřejně, ačkoliv byl často vnímán spíše jako komická figurka.

## Život
McGonagall se narodil v březnu 1825, sám jako místo narození uváděl Edinburgh, ale je pravděpodobné, že místo narození zfalšoval, aby s ním bylo v rámci zákona o chudině (1845) lépe zacházeno, příjmení je totiž irské a odkazuje na hrabství Donegal. Jako dítě se s rodinou často stěhoval, žili v Glasgow, South Ronaldsay a nakonec se přestěhovali do Dundee, kde začal vypomáhat otci jako tkadlec. Našel zálibu ve čtení knih, obzvláště levných vydání Shakespearových her, ze kterých citoval svým zákazníkům. V červenci 1846 se oženil s Jean Kingovou, měli spolu pět synů a dvě dcery.
Zlomovým okamžikem byl rok 1877, kdy v důsledku průmyslové revoluce jako tkadlec ztrácel odbyt a pokusil se o psaní básní. První báseň věnoval kazateli Georgi Gilfillanovi, který se o podprůměrné básni obdivně vyjádřil. McGonagalla podpořil i odmítavý dopis úředníka královny Viktorie, u které se pokoušel nalézt patronát pro svou tvorbu. Jelikož dopis obsahoval zdvořilostní poděkování, McGonagall si jej vyložil jako ocenění své práce a odmítl názor přítele, že jeho tvorba je příšerná. Kvůli královně se vydal na 100kilometrovou cestu na Balmoral, aby jí přednesl své básně, ale stráže mu zamezily vstup do sídla. Některé z jeho básní však vyšly v místních novinách, přednes protipijáckých básní v hospodách se však s úspěchem nesetkalo. Posluchači po něm často házeli zeleninu či vajíčka, ale ani to jej neodradilo. Spekuluje se, že trpěl poruchou autistického spektra.
Jelikož žil stále v chudobě, snažil se vydělávat pouličním prodejem básní či jejich recitací, často přežíval jen díky darům svých přátel. V roce 1880 se vypravil do Londýna a roku 1887 do New Yorku, ale ani tam nepochodil a musel se vrátit zpět. V roce 1894 se kvůli zášti lidí v ulicích Dundee přestěhoval do Perthu a v roce 1895 do Edinburghu, kde získal popularitu jako komická figurka. Díky podvrženému dopisu od barmského krále o udělení šlechtického titulu se až do smrti podepisoval jako Sir Topaz McGonagall, rytíř Bílého slona (Topaz McGonagall, Knight of the White Elephant).
Zemřel v chudobě v Edinburghu roku 1902 a byl pochován do neoznačeného hrobu.

## Básně
Mezi nejznámější McGonagallovy básně patří The Tay Bridge Disaster („Zkáza mostu přes Tay“), kterou napsal po havárii mostu Tay Bridge v roce 1879. Než k havárii došlo, napsal rovněž oslavnou báseň na nově otevřený most a po jeho znovuotevření napsal další oslavnou báseň. Další významnou básní je The Famous Tay Whale („Velryba z Tay“) o keporkakovi připluvšímu k východnímu pobřeží Skotska.

## Pocty a odkaz

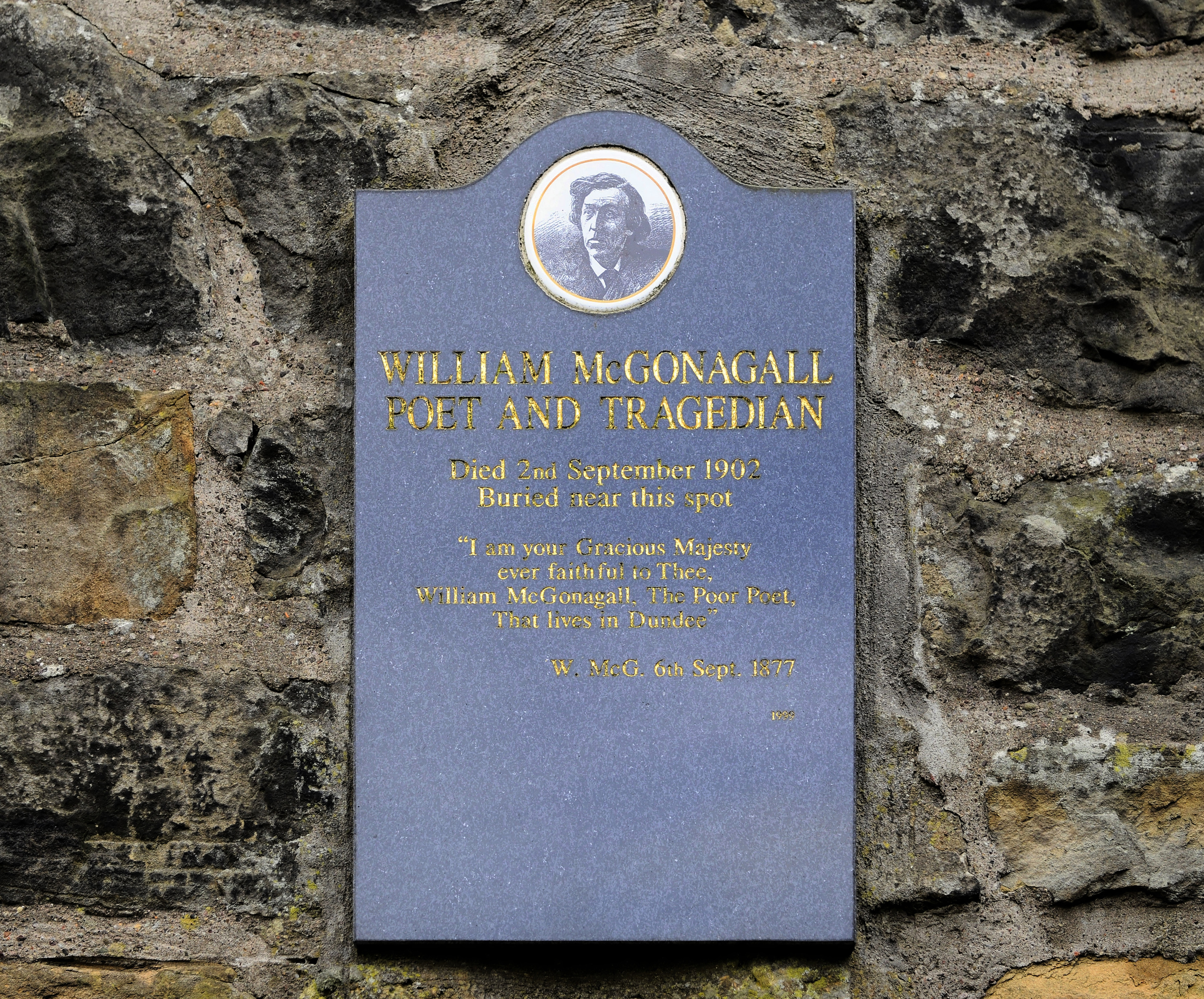
Pamětní deska na hřbitově

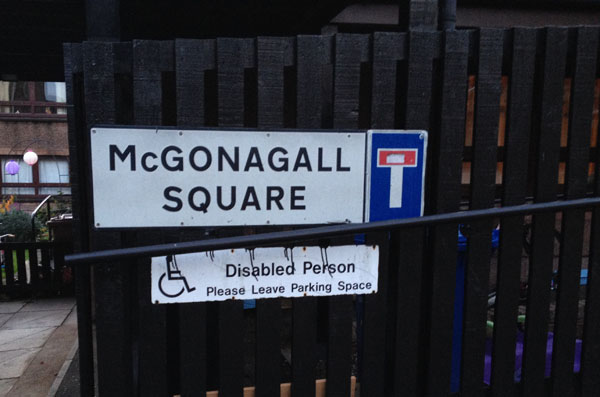
McGonagall Square

V Dundee je po McGonagallovi pojmenováno náměstí (McGonagall Square). Na domě, kde dožil, je umístěna pamětní deska, další se nachází na hřbitově, kde byl pohřben. Na hřbitově stála do roku 1995 pamětní lavička, ta se ale rozpadla a již nebyla obnovena.
J. K. Rowlingová pojmenovala po básníkovi profesorku McGonagallovou z knižní série o Harrym Potterovi, neboť se jí líbilo básníkovo příjmení.